# Muermo
El muermo es una enfermedad infecciosa, producida por la bacteria Burkholderia mallei (antes Pseudomonas mallei). Es una infección típica de equinos (caballos, asnos y mulas), aunque también afecta a ovejas, cabras, perros y gatos. Ocasionalmente se contagia a los humanos y debe ser considerada una zoonosis.
La enfermedad en humanos incluye: neumonía, necrosis de la piel y las mucosas y un cuadro linfoide (agudo o crónico) con nódulos diseminados. Puede ocurrir una infección sistémica y septicemia.

## Epidemiología
La distribución geográfica de la enfermedad es: África, Sudamérica y parte de Asia.
B. mallei se halla en la secreción purulenta de la nariz de los animales infectados, y también en los nódulos muérmicos: inflamaciones proliferativas de tejido de granulación, parecidas a los tubérculos, que contienen masa de bacilos y, más tarde, se colicuan en pus. Estas lesiones son contagiosas.
En el hombre, las puertas de entrada son pequeñas heridas de la piel, las mucosas o la vía respiratoria. Es una enfermedad propia de los cuidadores de animales.

## Cuadro clínico
En el ser humano, las manifestaciones clínicas del muermo son muy polimorfas y dependen parcialmente de la puerta de entrada de la infección y del estado inmunitario del hospedero.
Esquemáticamente, se distinguen cuatro formas clínicas:
- forma aguda cutaneomucosa localizada;
- forma pulmonar aguda;
- forma septicémica o generalizada;
- forma crónica supurada.

## Diagnóstico
El diagnóstico de muermo se basa en la anamnesis, recogiendo el dato de exposición a animales enfermos, sumado al cuadro clínico compatible. También se procede a la toma de muestras para verificar el hallazgo de B. mallei en material clínico, o también por seroconversión.

## Tratamiento
La sulfadiazina ha demostrado ser útil tanto en humanos como en los animales. Se recomienda una administración no menor a 30 días (en las formas no complicadas). Las formas complicadas requieren aún más tiempo para su resolución. 
Al igual que otras zoonosis - brucelosis y peste- se puede tratar con estreptomicina .
Los abscesos suelen requerir drenaje quirúrgico.

## Prevención
Las medidas profilácticas se basan en el tratamiento o sacrificio de los animales afectados. Estas medidas erradicaron el muermo en EE. UU. y Europa.